# Kolej Hidżaska

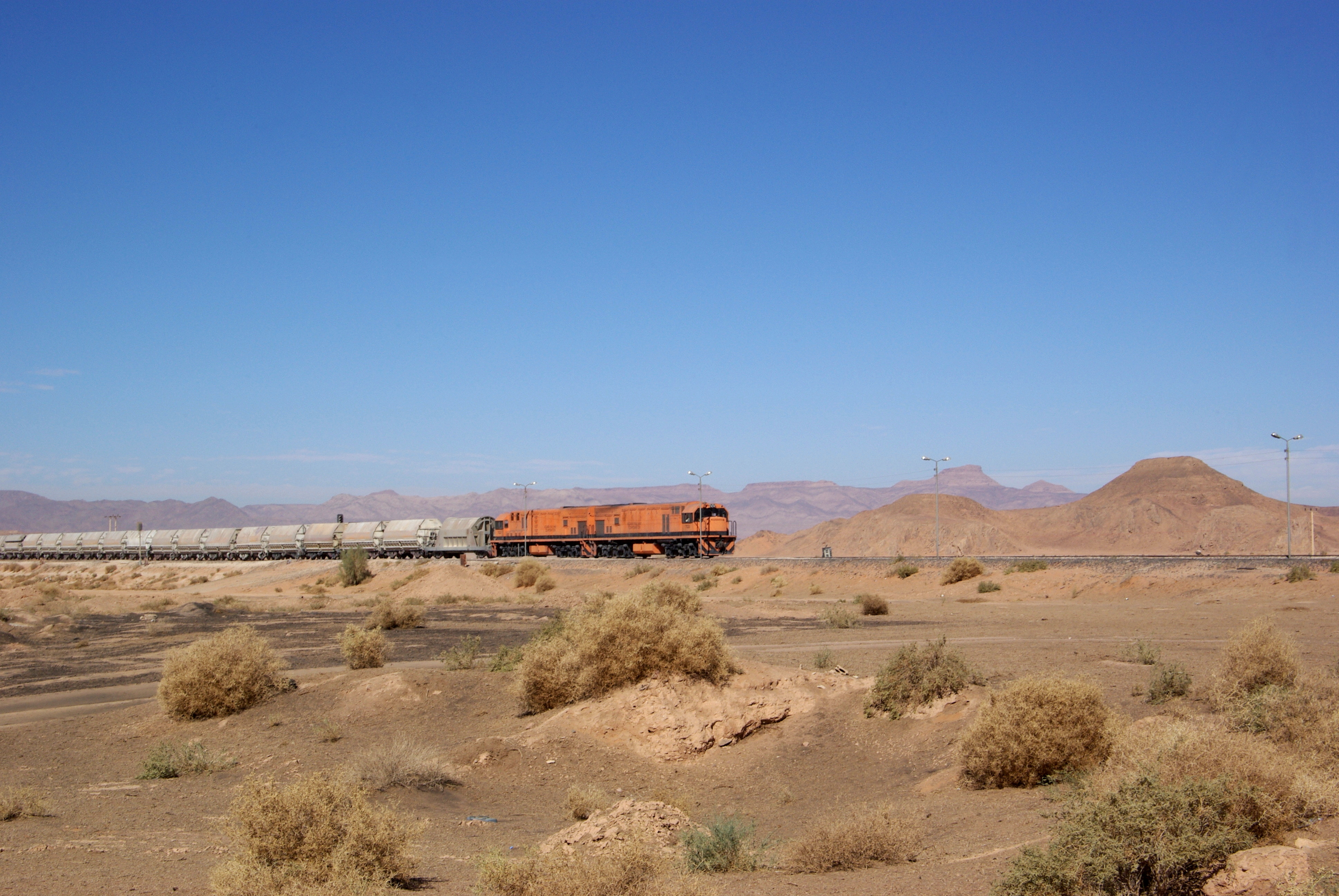
Skład kolejowy na odgałęzieniu linii Akaba

Kolej Hidżaska (arab. سكة حديد الحجاز, Sikkat Hadid al-Hidżaz; tur. Hicaz Demiryolu) – linia kolei wąskotorowej z Damaszku do Medyny, biegnąca przez krainę Hidżaz w Arabii Saudyjskiej, od której bierze swoją nazwę. Obecnie znajduje się na terenie Syrii, Jordanii i Arabii Saudyjskiej. Łączna długość 1320 km, rozstaw szyn 1050 mm.

## Historia
Prace nad linią kolejową rozpoczęto w 1900 roku. Były one finansowane głównie przez Imperium Osmańskie przy wsparciu ze strony niemieckiej. Linia powstała na polecenie Abdülhamida II, a prace nad nią nadzorowane były przez niemieckiego inżyniera Heinricha Augusta Meißnera. Linia otwarta została 1 września 1908 roku. Początkowo planowano poprowadzić linię 400 km dalej do Mekki, jednak nigdy nie zrealizowano tych projektów.
W trakcie arabskiej rewolty (1916–1918) kolej stała się obiektem ataków powstańców, gdyż służyła zaopatrywaniu silnego tureckiego garnizonu w Medynie. W atakach tych uczestniczyli brytyjscy oficerowie (wśród nich T.E. Lawrence), którzy sprawowali pieczę nad prawidłowym podłożeniem i detonacją ładunków wybuchowych.
Obecnie linia jest w dużej mierze zniszczona i zdemontowana. Ruch składów kolejowych odbywa się jedynie na odcinku w północnej części Jordanii. W pełnym działaniu znajduje się natomiast odgałęzienie linii, które wykorzystywane jest do transportu materiału z kopalni fosforytów koło miasta Ma’an do portu w Akabie.